# Andrew de Moray
Pour les articles homonymes, voir Andrew Murray et Murray.
Andrew de Moray (latin : Andreas de Moravia), mort en 1297, également connu sous le nom de Andrew Moray, a été un chef militaire au cours du conflit anglo-écossais de la fin des années 1290, connu sous le nom de Guerres d'indépendance de l'Écosse.
Il a été responsable de la révolte dans le nord de l'Écosse à l'été 1297 contre le roi Édouard Ier d'Angleterre, réussissant à reprendre le contrôle de cette région pour le compte du roi Jean d'Écosse. À la fin de l'été, il  fusionne ses forces avec celles de William Wallace et dirige conjointement l'armée à la victoire lors de la bataille du pont de Stirling, où il a été mortellement blessé.

## Postérité
Son fils posthume et homonyme Andrew Murray de Bothwell (1298-1338) s'illustre pendant la
Seconde Guerre d'indépendance de l'Écosse.